# Liste der Bodendenkmale in Damlos
In der Liste der Bodendenkmale in Damlos sind die Bodendenkmale der Gemeinde Damlos nach dem Stand der Bodendenkmalliste des Archäologischen Landesamts Schleswig-Holstein von 2016 aufgelistet.
| Denkmal-ID           | Befundart               | Bezeichnung         | Zeitstellung                 | Lage | Bemerkungen | Bild |
| -------------------- | ----------------------- | ------------------- | ---------------------------- | ---- | ----------- | ---- |
| aKD-ALSH-Nr. 001 979 | Grabmal > Grabhügel     | Grabhügel           | Vor- und/oder Frühgeschichte |      |             |      |
| aKD-ALSH-Nr. 001 980 | Grabmal > Grabhügel     | Grabhügel           | Vor- und/oder Frühgeschichte |      |             |      |
| aKD-ALSH-Nr. 001 981 | Grabmal > Grabhügel     | Grabhügel           | Vor- und/oder Frühgeschichte |      |             |      |
| aKD-ALSH-Nr. 001 982 | Grabmal > Grabhügel     | Grabhügel           | Vor- und/oder Frühgeschichte |      |             |      |
| aKD-ALSH-Nr. 001 983 | Grabmal > Grabhügel     | Grabhügel           | Vor- und/oder Frühgeschichte |      |             |      |
| aKD-ALSH-Nr. 001 984 | Grabmal > Grabhügel     | Grabhügel           | Vor- und/oder Frühgeschichte |      |             |      |
| aKD-ALSH-Nr. 001 985 | Grabmal > Grabhügel     | Grabhügel           | Vor- und/oder Frühgeschichte |      |             |      |
| aKD-ALSH-Nr. 001 986 | Grabmal > Grabhügel     | Grabhügel           | Vor- und/oder Frühgeschichte |      |             |      |
| aKD-ALSH-Nr. 001 987 | Grabmal > Grabhügel     | Grabhügel           | Vor- und/oder Frühgeschichte |      |             |      |
| aKD-ALSH-Nr. 001 988 | Grabmal > Grabhügel     | Grabhügel           | Vor- und/oder Frühgeschichte |      |             |      |
| aKD-ALSH-Nr. 001 989 | Grabmal > Grabhügel     | Grabhügel           | Vor- und/oder Frühgeschichte |      |             |      |
| aKD-ALSH-Nr. 001 990 | Grabmal > Grabhügel     | Grabhügel           | Vor- und/oder Frühgeschichte |      |             |      |
| aKD-ALSH-Nr. 001 991 | Grabmal > Grabhügel     | Grabhügel           | Vor- und/oder Frühgeschichte |      |             |      |
| aKD-ALSH-Nr. 001 992 | Grabmal > Grabhügel     | Grabhügel           | Vor- und/oder Frühgeschichte |      |             |      |
| aKD-ALSH-Nr. 001 993 | Grabmal > Grabhügel     | Grabhügel           | Vor- und/oder Frühgeschichte |      |             |      |
| aKD-ALSH-Nr. 001 994 | Grabmal > Grabhügel     | Grabhügel           | Vor- und/oder Frühgeschichte |      |             |      |
| aKD-ALSH-Nr. 001 995 | Grabmal > Langbett      | Langbett/Steinreihe | Neolithikum                  |      |             |      |
| aKD-ALSH-Nr. 001 996 | Grabmal > Grabhügel     | Grabhügel           | Vor- und/oder Frühgeschichte |      |             |      |
| aKD-ALSH-Nr. 001 997 | Grabmal > Grabhügel     | Grabhügel           | Vor- und/oder Frühgeschichte |      |             |      |
| aKD-ALSH-Nr. 001 998 | Grabmal > Grabhügel     | Grabhügel           | Vor- und/oder Frühgeschichte |      |             |      |
| aKD-ALSH-Nr. 001 999 | Grabmal > Grabhügel     | Grabhügel           | Vor- und/oder Frühgeschichte |      |             |      |
| aKD-ALSH-Nr. 002 000 | Grabmal > Grabhügel     | Grabhügel           | Vor- und/oder Frühgeschichte |      |             |      |
| aKD-ALSH-Nr. 002 001 | Grabmal > Grabhügel     | Grabhügel           | Vor- und/oder Frühgeschichte |      |             |      |
| aKD-ALSH-Nr. 002 002 | Grabmal > Grabhügel     | Grabhügel           | Vor- und/oder Frühgeschichte |      |             |      |
| aKD-ALSH-Nr. 002 003 | Grabmal > Grabhügel     | Grabhügel           | Vor- und/oder Frühgeschichte |      |             |      |
| aKD-ALSH-Nr. 002 004 | Grabmal > Grabhügel     | Grabhügel           | Vor- und/oder Frühgeschichte |      |             |      |
| aKD-ALSH-Nr. 002 005 | Grabmal > Grabhügel     | Grabhügel           | Vor- und/oder Frühgeschichte |      |             |      |
| aKD-ALSH-Nr. 002 006 | Grabmal > Grabhügel     | Grabhügel           | Vor- und/oder Frühgeschichte |      |             |      |
| aKD-ALSH-Nr. 002 007 | Grabmal > Grabhügel     | Grabhügel           | Vor- und/oder Frühgeschichte |      |             |      |
| aKD-ALSH-Nr. 002 008 | Grabmal > Grabhügel     | Grabhügel           | Vor- und/oder Frühgeschichte |      |             |      |
| aKD-ALSH-Nr. 002 009 | Grabmal > Grabhügel     | Grabhügel           | Vor- und/oder Frühgeschichte |      |             |      |
| aKD-ALSH-Nr. 002 010 | Grabmal > Großsteingrab | Steinkammer         | Neolithikum                  |      |             |      |